# Дзюбинський Володимир Іванович
Володи́мир Іва́нович Дзюби́нський (* 22 вересня 1860, Кам'янець-Подільський — † 30 червня 1927, Москва) — український політик у Російській імперії, політв'язень. Депутат 3-ї та 4-ї Державних дум від Тобольської губернії. 

## Біографія
Народився в сім'ї священика. Навчався в Подільській духовній семінарії.
У семінарії Дзюбинський разом з Г.Ф.Львовим і В.Т.Старинкевичем організував народовольчу «Подільську дружину» для пропаганди серед робітників і учнів, звільнення ув'язнених і терористичної боротьби. «Дружина» мала зв'язок із Києвом і Ромнами.
Закінчивши семінарію, 1880 року вступив на медичний факультет Київського університету. Там він увійшов до місцевої народовольчої організації, вів пропаганду. Підтримував зв'язок із подільським гуртком, постачав його революційною літературою.
Водночас формально числився псаломщиком у селі Радівці Літинського повіту Подільської губернії, але на службі не бував, а наймав замість себе іншу особу. За доносом одного з подільських семінаристів, який розкрив його роль у семінарській організації, Дзюбинського обшукали 4 липня 1882 року в Кам'янці-Подільському. У будинку його батька виявили «Програму соціалістичної діяльності в малоросійському селі», «Програму гуртка малоросійських народників» та інші рукописи революційного змісту.
Дзюбинського заарештували й ув'язнили в Кам'янець-Подільській тюрмі. Його в числі 15 осіб притягнули до дізнання при Подільському жандармському управлінні у справі про соціалістичну пропаганду серед вихованців Подільської духовної семінарії.
1883 року за зв'язок із народниками Дзюбинського вислали в Акмолінську область на 3 роки. Згідно з деякими джерелами, він жив у місті Петропавловськ, де працював в одному з відомств Міністерства фінансів. Проте, довідник «Діячи революційного руху в Росії» та «Омський історико-краєзнавчий словник» на основі архівних та мемуарних джерел стверджують, що місцем його заслання був Семипалатинськ, де він і провів ці три роки.
Після заслання Дзюбинський планував повернутися в Україну й навчатися в Київському університеті, але отримав заборону мешкати в столичних та університетських містах і знов оселився в Сибіру, в Омську, де в травні 1886 року почав служити в акцизному управлінні. 1888 року став вільним слухачем медичного факультету Томського імператорського університету
Брав активну участь у місцевому громадському житті. В Петропавловську Акмолінської області був одним із засновників «Товариства допомоги бідним». За сприяння Дзюбинського в Петропавловську відкрили реальне училище. Був членом опікунської ради жіночої гімназії.
Займався вивченням Сибіру та Степового краю. Був членом Західно-Сибірського відділу Імператорського географічного товариства. Співпрацював із багатьма періодичними виданнями. Статті Дзюбинського, присвячені різним аспектам життя Росії та Сибіру публікували «Сибирский листок», «Омский вестник», «Сибирские вопросы», «Голос Приуралья», «Сибирская жизнь», «Утро Сибири». Вивчаючи організацію сільського господарства та переселенське питання, став фахівцем в цій області, надавав практичну допомогу переселенцям в облаштуванні на новому місці. Вдячні селяни назвали на його честь одне з селищ на території Акмолінської області .

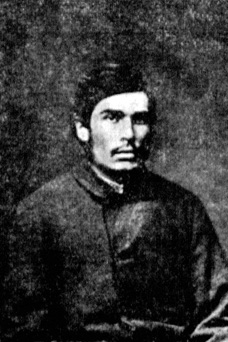
Володимир Дзюбинський.
Фото 1883 року

Незадовго до обрання депутатом 3-ї Державної Думи Дзюбинський переїхав в Омськ. Там він теж брав участь в громадському житті міста й області. Зокрема, був членом ради товариства опіки народною освіти, завідував недільною школою та безплатною народною бібліотекою.
Перед обранням у Думу Дзюбинського за участь у визвольному русі перевели з Омська в Тару (повітове місто Тобольської губернії). Там він служив старшим помічником акцизного наглядача. Але це нове заслання лише збільшило популярність громадського діяча.
25 жовтня 1907 року Дзюбинський став депутатом 3-ї Державної думи від Тобольської губернії. В Думі він увійшов до фракції трудовиків і до сибірської парламентської групи. Працював у комісіях: бюджетній, переселенській, з питань місцевого самоврядування та бібліотечній. Декілька разів його обирали до узгоджувальної комісії, яку створювали для улагодження розбіжностей між Державною думою та Державною радою з приводу тих чи інших законопроєктів.
У Санкт-Петербурзі був членом Літературного товариства, ініціатором створення Сибірського товариства у Санкт-Петербурзі.
1912 року обраний членом 4-ї Державної думи від Тобольської губернії.
Як зазначає «Енциклопедія українознавства», у Думі Дзюбинський «послідовно обстоював українські домагання національної автономії, вільного культурного розвитку, школи рідною мовою і таке інше».
Після Лютневої революції брав участь у розробці селянської політики Тимчасового уряду, був товаришем голови Першого всеросійського з’їзду селянських депутатів (17 травня — 10 червня 1917) та членом виконкому Всеросійської ради селянських депутатів, а також членом центрального комітету Трудової народно-соціалістичної партії. Неодноразово зустрічався з Керенським, який був його приятелем.
Починаючи з літа 1917 року працював у міській управі П’ятигорська та в місцевому банку, 1920 року повернувся до Москви. Завідував Лефортовським архівом, пізніше працював у Народному комісаріаті фінансів.
Дзюбинський помер від раку 30 червня 1927 року в Москві.